# 明德南街道
明德南街街道是中国河北省张家口市桥西区下辖的一个街道。

## 行政区划
明德南街街道下辖长青路社区、永丰街社区、明德南社区、白山南社区、白山北社区、元台子社区。